# Thomas Brobjer
Jan Thomas Hansson Brobjer, född 10 februari 1957 i Linköping, är en svensk kemist och idéhistoriker. Han är professor i idé- och lärdomshistoria vid Uppsala universitet. Brobjer disputerade i kemi vid University of Sussex i Brighton 1983 samt i idéhistoria vid Uppsala universitet 1995.
En stor del av Brobjers idéhistoriska forskning har kretsat kring Friedrich Nietzsches tänkande. Han ingår i redaktionen för Nietzsches samlade skrifter (utgivna av Symposion) tillsammans med Hans Ruin, Ulf I. Eriksson och Peter Handberg.
Brobjer har ett stort intresse för friluftsliv och i synnerhet långfärdsskridskoåkning.

## Biografi (i urval)
- 1983 Intermolecular Potentials for Small Polar Molecules (doktorsavhandling)
- 1995 Nietzsche's Ethics of Character: A Study of Nietzsche's Ethics and Its Place in the History of Moral Thinking (doktorsavhandling)